# Mézières-en-Drouais
Pour les articles homonymes, voir Mézières.
Mézières-en-Drouais est une commune française située dans le département d'Eure-et-Loir en région Centre-Val de Loire.

## Géographie

### Situation

Situation géographique
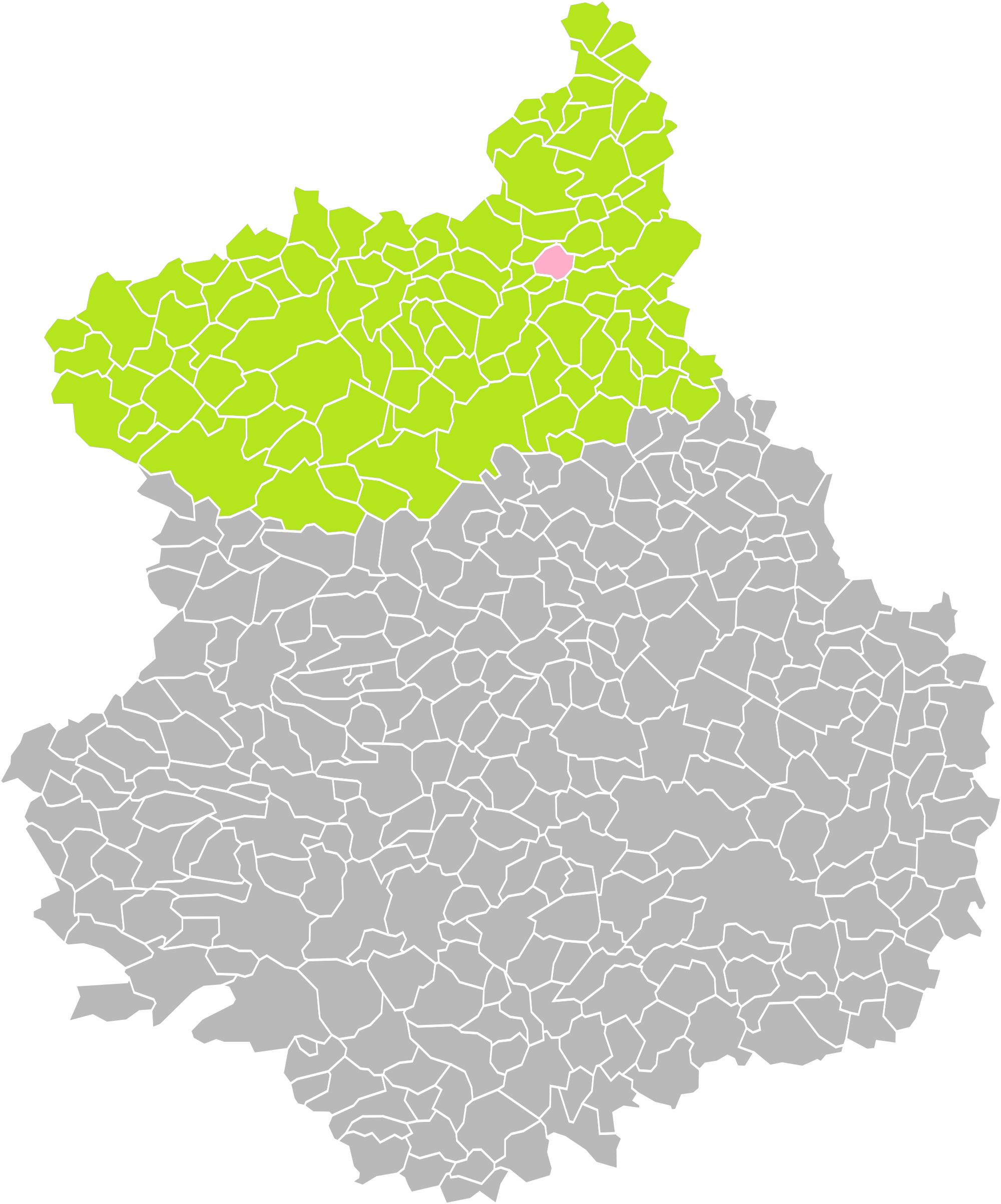
Mézières-en-Drouais dans son arrondissement.
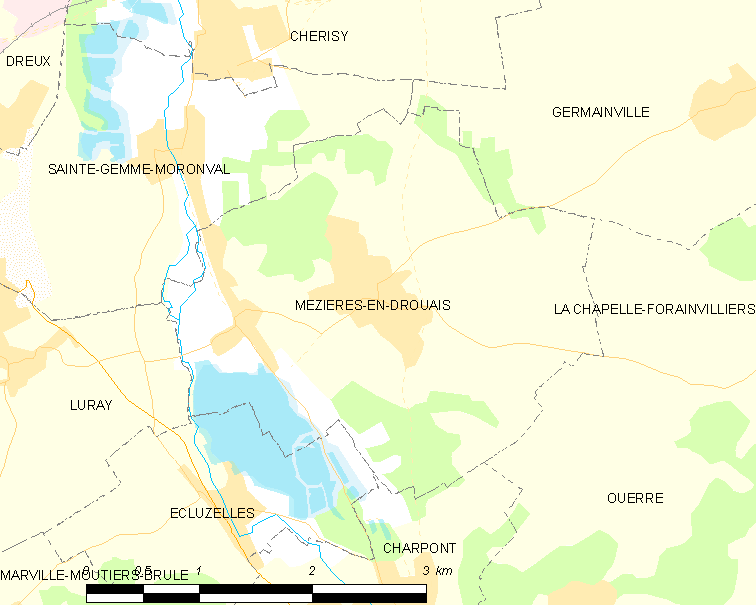
Carte de la commune de Mézières-en-Drouais.

### Communes limitrophes
| Sainte-Gemme-Moronval |                     | Germainville               |
| Luray                 | Mézières-en-Drouais | La Chapelle-Forainvilliers |
| Écluzelles            | Charpont            | Ouerre                     |

### Lieux-dits et écarts
- Marsauceux.
- Les Arrouas
- Les Antes
- Les Vaux
- Les Pendants

### Climat
Pour des articles plus généraux, voir Climat du Centre-Val de Loire et Climat d'Eure-et-Loir.
En 2010, le climat de la commune est de type climat océanique dégradé des plaines du Centre et du Nord, selon une étude du CNRS s'appuyant sur une série de données couvrant la période 1971-2000. En 2020, Météo-France publie une typologie des climats de la France métropolitaine dans laquelle la commune est dans une zone de transition entre le climat océanique et le climat océanique altéré et est dans la région climatique  Sud-ouest du bassin Parisien, caractérisée par une faible pluviométrie, notamment au printemps (120 à 150 mm) et un hiver froid (3,5 °C). 
Pour la période 1971-2000, la température annuelle moyenne est de 10,7 °C, avec une amplitude thermique annuelle de 14,3 °C. Le cumul annuel moyen de précipitations est de 643 mm, avec 10,8 jours de précipitations en janvier et 7,9 jours en juillet. Pour la période 1991-2020, la température moyenne annuelle observée sur la station météorologique de Météo-France la plus proche, « Marville_sapc », sur la commune de Marville-Moutiers-Brûlé à 6 km à vol d'oiseau, est de 11,1 °C et le cumul annuel moyen de précipitations est de 571,8 mm,. Pour l'avenir, les paramètres climatiques de la commune estimés pour 2050 selon différents scénarios d'émission de gaz à effet de serre sont consultables sur un site dédié publié par Météo-France en novembre 2022.

## Urbanisme

### Typologie
Au 1er janvier 2024, Mézières-en-Drouais est catégorisée bourg rural, selon la nouvelle grille communale de densité à 7 niveaux définie par l'Insee en 2022.
Elle appartient à l'unité urbaine de Dreux, une agglomération intra-départementale dont elle est une commune de la banlieue,. Par ailleurs la commune fait partie de l'aire d'attraction de Paris, dont elle est une commune de la couronne,. 

### Occupation des sols
L'occupation des sols de la commune, telle qu'elle ressort de la base de données européenne d’occupation biophysique des sols Corine Land Cover (CLC), est marquée par l'importance des territoires agricoles (62,4 % en 2018), en diminution par rapport à 1990 (65,3 %). La répartition détaillée en 2018 est la suivante : 
terres arables (55,1 %), forêts (18,5 %), zones urbanisées (13,9 %), prairies (7,4 %), eaux continentales (5,2 %). L'évolution de l’occupation des sols de la commune et de ses infrastructures peut être observée sur les différentes représentations cartographiques du territoire : la carte de Cassini (XVIIIe siècle), la carte d'état-major (1820-1866) et les cartes ou photos aériennes de l'IGN pour la période actuelle (1950 à aujourd'hui).

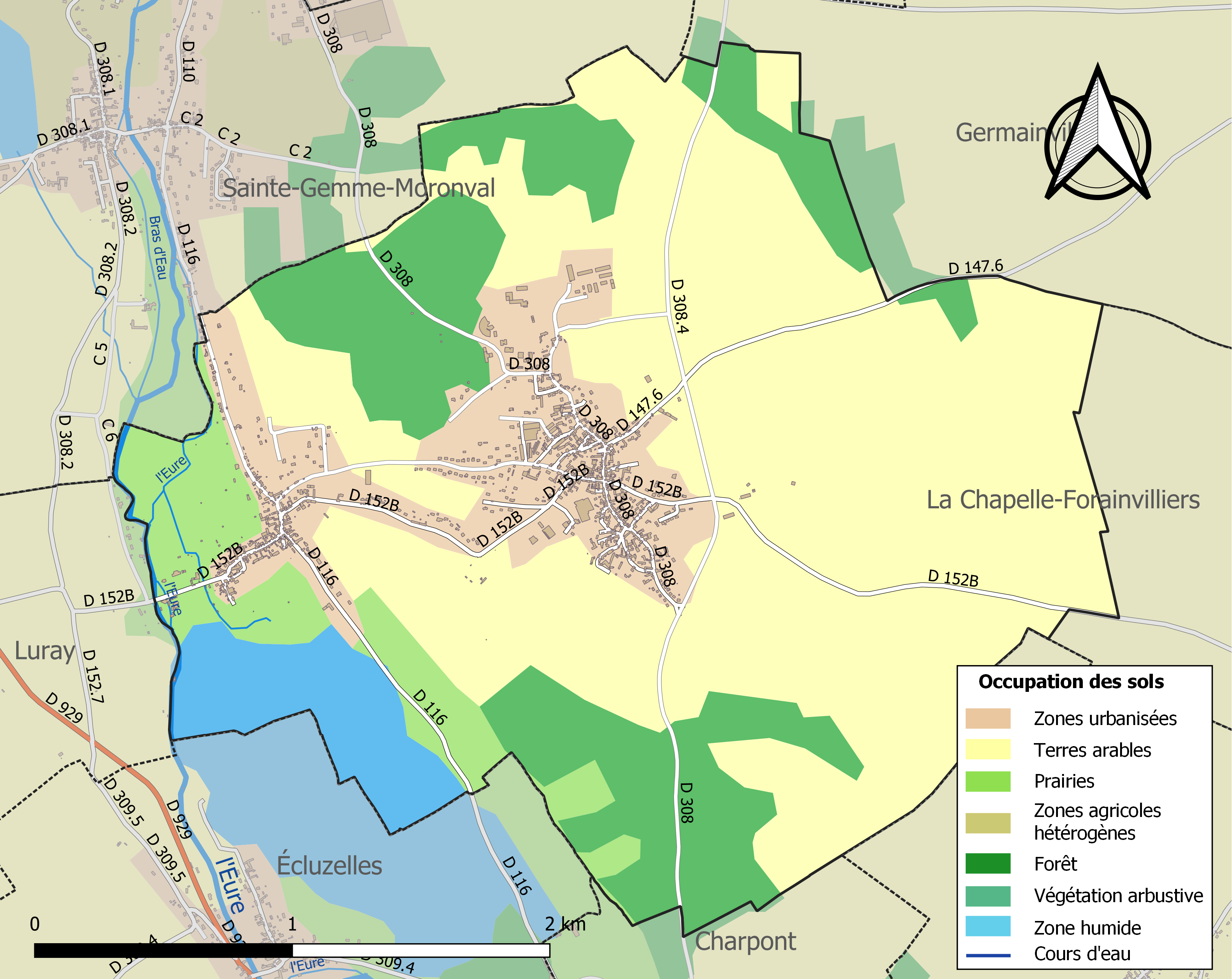
Carte des infrastructures et de l'occupation des sols de la commune en 2018 (CLC).

### Risques majeurs
Le territoire de la commune de Mézières-en-Drouais est vulnérable à différents aléas naturels : météorologiques (tempête, orage, neige, grand froid, canicule ou sécheresse), inondations, mouvements de terrains et séisme (sismicité très faible). Il est également exposé à un risque technologique, le transport de matières dangereuses. Un site publié par le BRGM permet d'évaluer simplement et rapidement les risques d'un bien localisé soit par son adresse soit par le numéro de sa parcelle.

#### Risques naturels
Certaines parties du territoire communal sont susceptibles d’être affectées par le risque d’inondation par débordement de cours d'eau et par ruissellement et coulée de boue, notamment l'Eure. La commune a été reconnue en état de catastrophe naturelle au titre des dommages causés par les inondations et coulées de boue survenues en 1995, 1999 et 2018,.

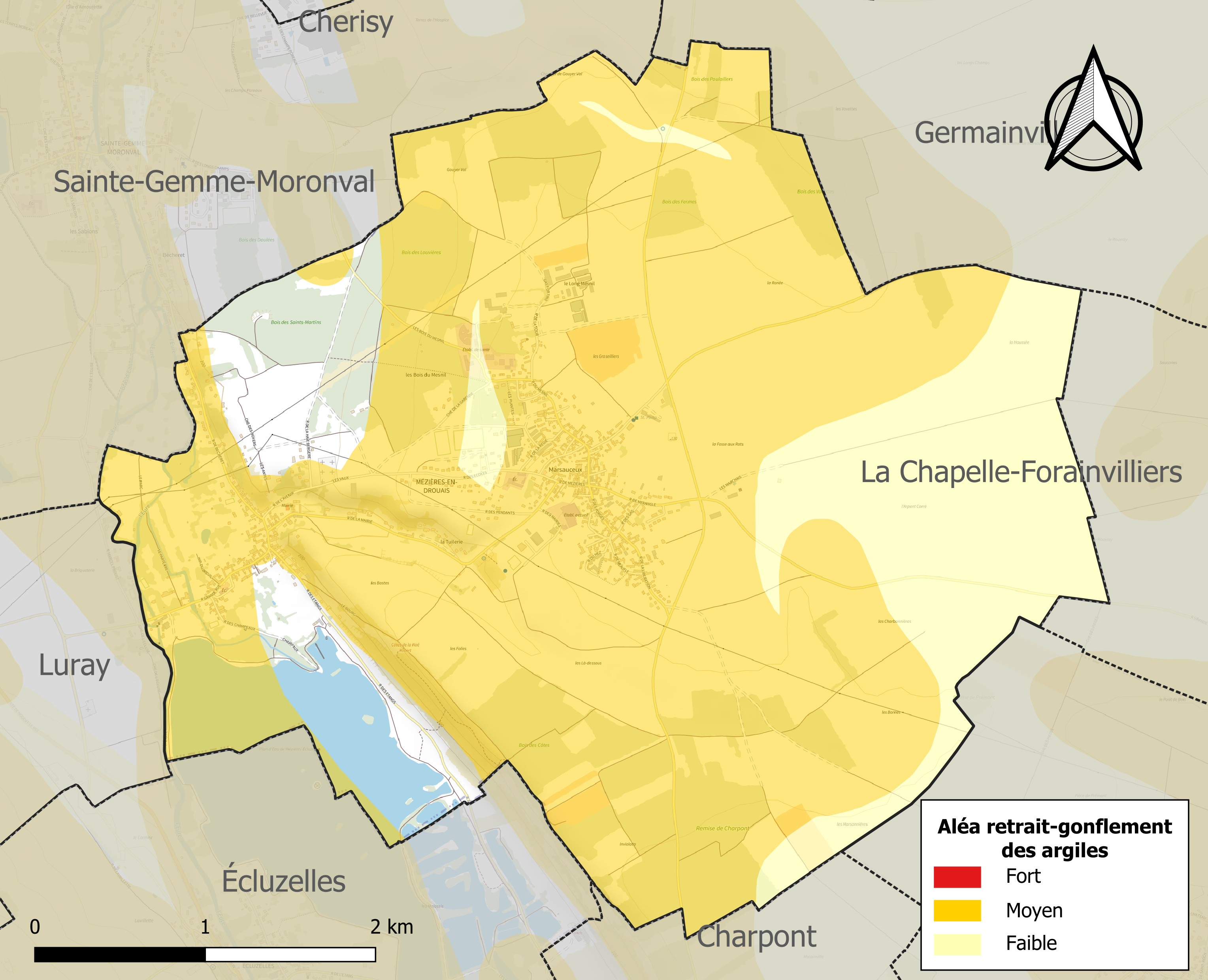
Carte des zones d'aléa retrait-gonflement des sols argileux de Mézières-en-Drouais.

Les mouvements de terrains susceptibles de se produire sur la commune sont des affaissements et effondrements liés aux cavités souterraines. L'inventaire national des cavités souterraines permet de localiser celles situées sur la commune.
Le retrait-gonflement des sols argileux est susceptible d'engendrer des dommages importants aux bâtiments en cas d’alternance de périodes de sécheresse et de pluie. 74,2 % de la superficie communale est en aléa moyen ou fort (52,8 % au niveau départemental et 48,5 % au niveau national). Sur les 510 bâtiments dénombrés sur la commune en 2019, 479 sont en aléa moyen ou fort, soit 94 %, à comparer aux 70 % au niveau départemental et 54 % au niveau national. Une cartographie de l'exposition du territoire national au retrait gonflement des sols argileux est disponible sur le site du BRGM,.
Concernant les mouvements de terrains, la commune a été reconnue en état de catastrophe naturelle au titre des dommages causés par la sécheresse en 2018 et par des mouvements de terrain en 1999, 2015 et 2018.

#### Risques technologiques
Le risque de transport de matières dangereuses sur la commune est lié à sa traversée par des infrastructures routières ou ferroviaires importantes ou la présence d'une canalisation de transport d'hydrocarbures. Un accident se produisant sur de telles infrastructures est en effet susceptible d’avoir des effets graves au bâti ou aux personnes jusqu’à 350 m, selon la nature du matériau transporté. Des dispositions d’urbanisme peuvent être préconisées en conséquence.

## Toponymie
Le nom de la localité est attesté sous les formes Macerias en 1132, « Super quinque solidis censualibus in Magecereia sitis » 1221, « Item tria modia terre semeure vel circa cum herbergamento, sita apud Macerias in una pecia circumcirca clausa fossato, in censiva capituli Carnotensis » en 1282, Maceriae in Drocensi en 1300, Mesieres en Drouix en 1394, Mesieres en Droix en 1460, Maisieres sur Eure en 1462, Mezieres en 1740, Mezières en Drouais au XVIIIe siècle.
Mézières proviendrait du latin Maceriae, dont la signification pourrait être « ruines » ou « fortifications ».
Le Drouais est une région naturelle située au nord de l'Eure-et-Loir, s'étendant dans une moindre mesure dans les Yvelines.

## Histoire

### Époque moderne

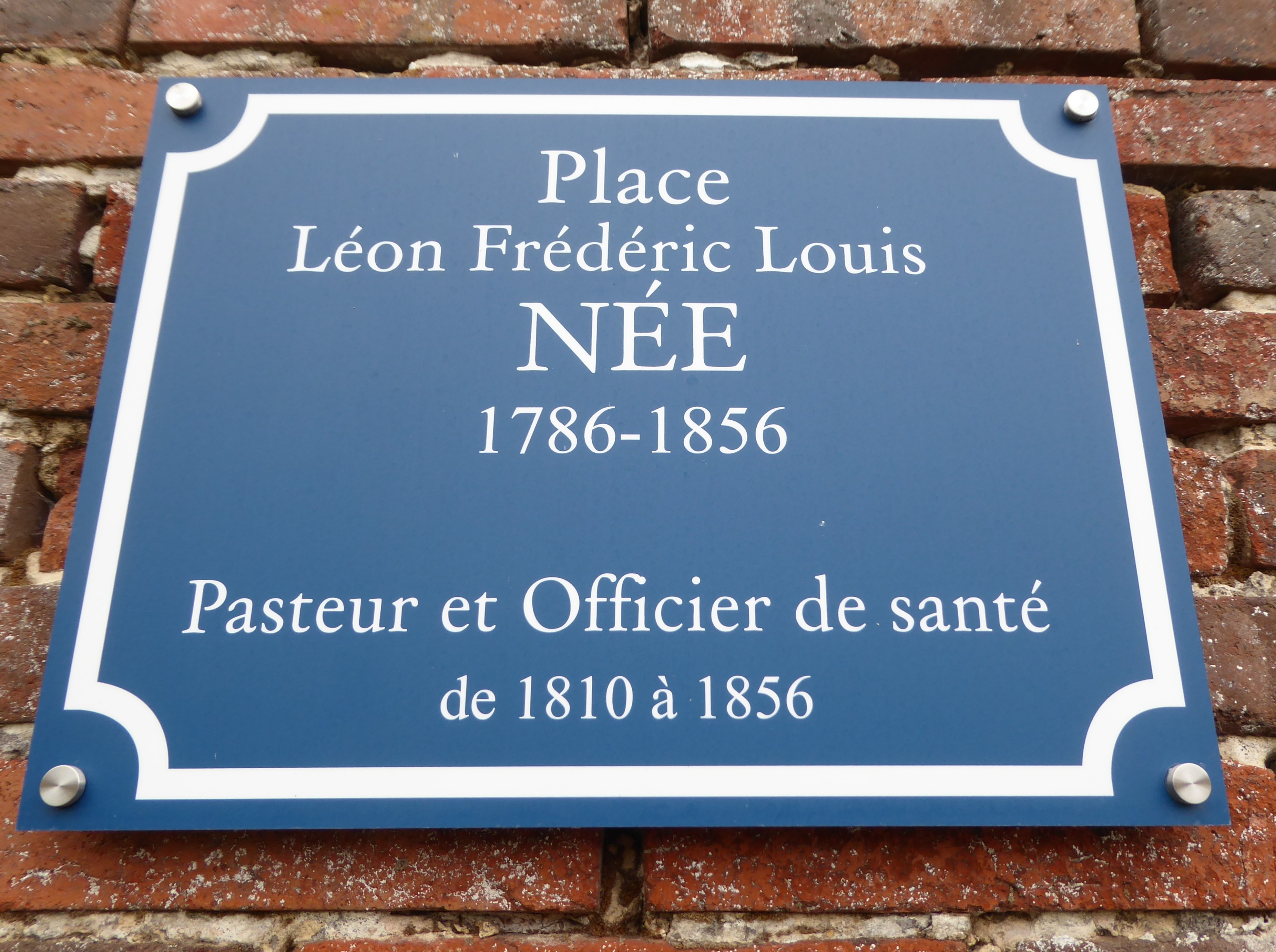
Plaque de la place Léon Frédéric Louis Née à Marsauceux.

En 1559, le curé de Mézières-en-Drouais adopte les idées de Luther et de Calvin car il pense comme eux qu’il faut réformer l’Église. Lors de la première guerre de religion, le 19 décembre 1562, une bataille particulièrement meurtrière se déroule non loin, à Blainville. Malgré les persécutions, les protestants de Mézières se maintiennent tant bien que mal jusqu’en 1765, où ils seront de facto tolérés. En 1807, le pasteur Louis Née obtient de l'administration impériale qu'elle autorise un oratoire, le hameau étant alors presque entièrement protestant,. Une société d'alphabétisation fut établie sur ces entrefaites à l'initiative du pasteur dont l'épouse Virginie, fille (orpheline à un an) du révolutionnaire Hébert et de son épouse née Marie Goupil, prend la vice-présidence. La présidence échoit à Maria Waddington, soeur du bienfaiteur de l’Église, l’industriel français et aristocrate britannique Thomas Waddington, père de William Waddington, homme politique français (1826–1894).

### Époque contemporaine

#### Desserte ferroviaire
De 1887 à 1940, Mézières-en-Drouais bénéficiait d'une halte commune avec Luray, permettant aux voyageurs d'emprunter la ligne d'Auneau-Ville à Dreux via Gallardon et Maintenon.

## Politique et administration

### Liste des maires
| Période                                  | Période  | Identité           | Étiquette | Qualité  |
| ---------------------------------------- | -------- | ------------------ | --------- | -------- |
| Les données manquantes sont à compléter. |          |                    |           |          |
| 2001                                     | 2008     | Guy-René Legeay    |           |          |
| 2008                                     | 2020     | Jean-Luc Hudebine  | UDI       | Retraité |
| 2020                                     | En cours | Philippe Pommereau |           |          |

## Population et société

### Démographie
L'évolution du nombre d'habitants est connue à travers les recensements de la population effectués dans la commune depuis 1793. Pour les communes de moins de 10 000 habitants, une enquête de recensement portant sur toute la population est réalisée tous les cinq ans, les populations de référence des années intermédiaires étant quant à elles estimées par interpolation ou extrapolation. Pour la commune, le premier recensement exhaustif entrant dans le cadre du nouveau dispositif a été réalisé en 2008.

En 2022, la commune comptait 1 057 habitants, en évolution de −2,04 % par rapport à 2016 (Eure-et-Loir : −0,23 %, France hors Mayotte : +2,11 %).
| 1793 | 1800 | 1806  | 1821  | 1831  | 1836  | 1841  | 1846  | 1851  |
| ---- | ---- | ----- | ----- | ----- | ----- | ----- | ----- | ----- |
| 946  | 958  | 1 032 | 1 051 | 1 073 | 1 081 | 1 040 | 1 066 | 1 077 |

| 1856  | 1861  | 1866  | 1872 | 1876 | 1881 | 1886 | 1891 | 1896 |
| ----- | ----- | ----- | ---- | ---- | ---- | ---- | ---- | ---- |
| 1 032 | 1 021 | 1 042 | 913  | 886  | 837  | 822  | 747  | 701  |

| 1901 | 1906 | 1911 | 1921 | 1926 | 1931 | 1936 | 1946 | 1954 |
| ---- | ---- | ---- | ---- | ---- | ---- | ---- | ---- | ---- |
| 661  | 677  | 662  | 640  | 643  | 632  | 706  | 768  | 770  |

| 1962 | 1968 | 1975 | 1982 | 1990  | 1999  | 2006  | 2008  | 2013  |
| ---- | ---- | ---- | ---- | ----- | ----- | ----- | ----- | ----- |
| 654  | 676  | 681  | 786  | 1 018 | 1 059 | 1 058 | 1 066 | 1 058 |

| 2018  | 2022  | - | - | - | - | - | - | - |
| ----- | ----- | - | - | - | - | - | - | - |
| 1 067 | 1 057 | - | - | - | - | - | - | - |

## Culture locale et patrimoine

### Lieux et monuments

#### Plan d'eau de Mézières-Écluzelles
Le site de la commune comprend la moitié nord-est du plan d'eau de Mézières-Écluzelles, plus grande étendue d'eau d'Eure-et-Loir accueillant environ 60 000 visiteurs par an.

#### Église Saint-Martin
Classé MH (2013).
L'église Saint-Martin comporte notamment une chapelle seigneuriale Renaissance et des vitraux restaurés en 1947 par le maître-verrier Raphaël Lardeur.

L'église Saint-Martin
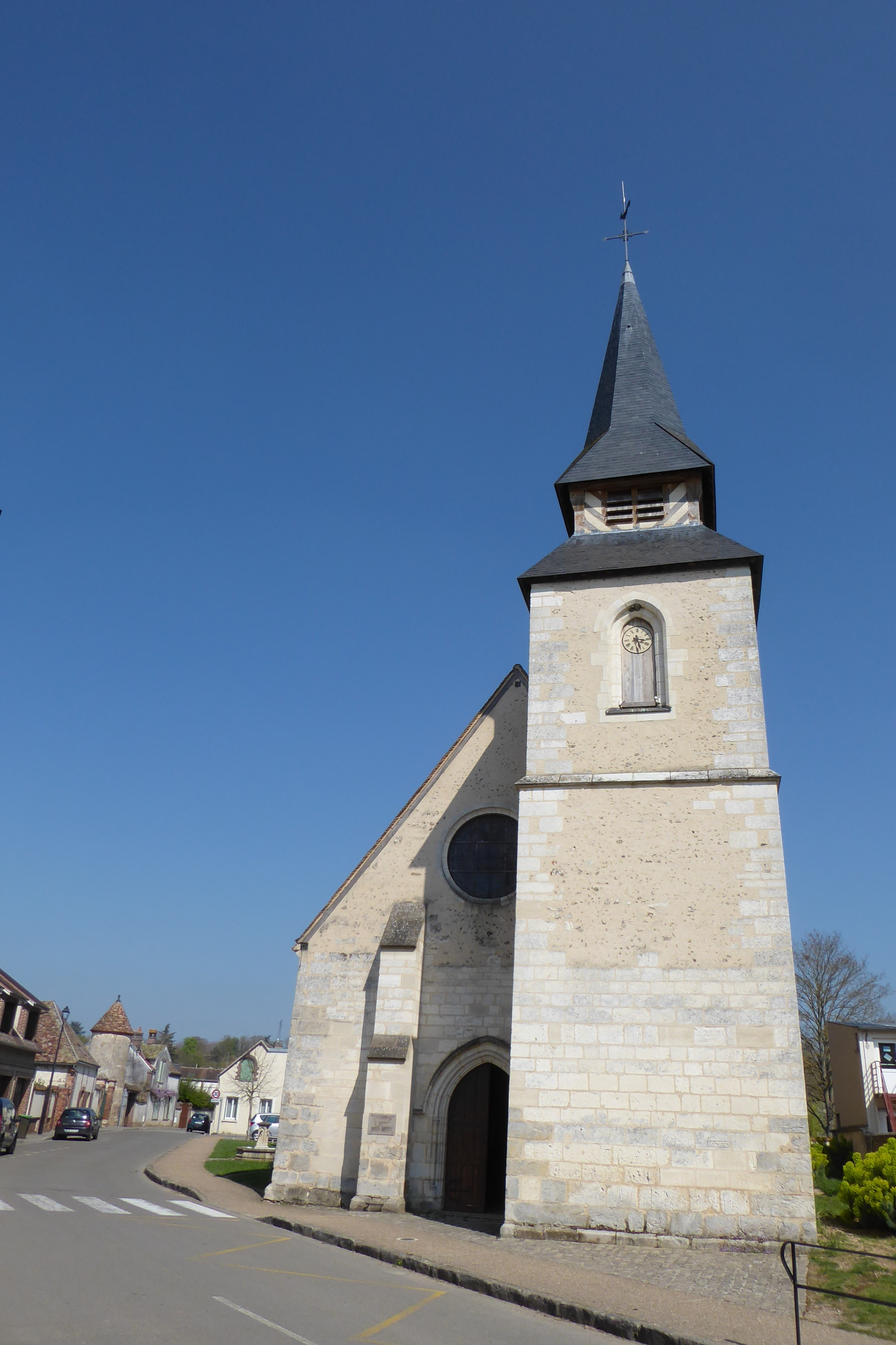
Façade ouest.
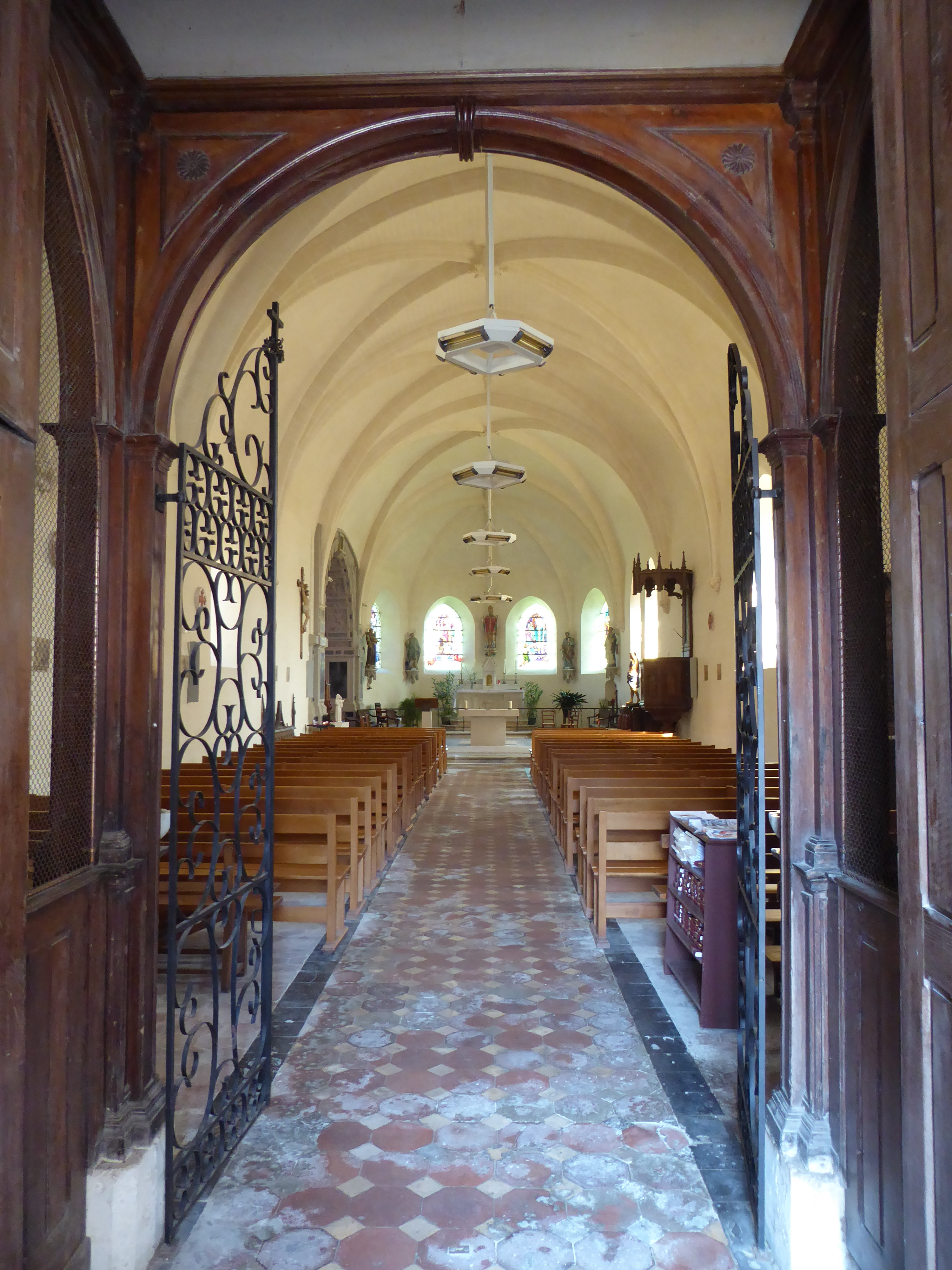
Entrée.
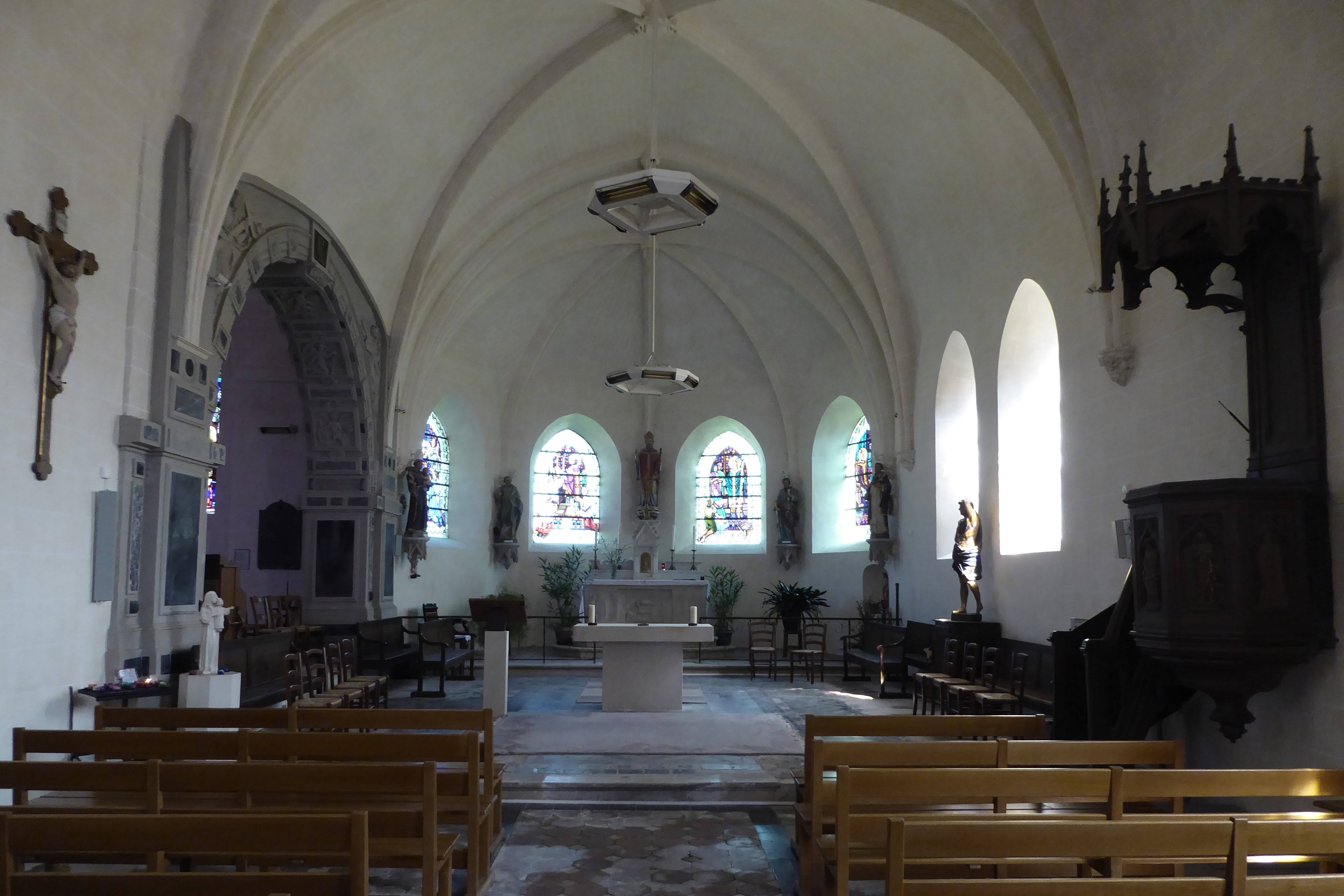
Chœur.
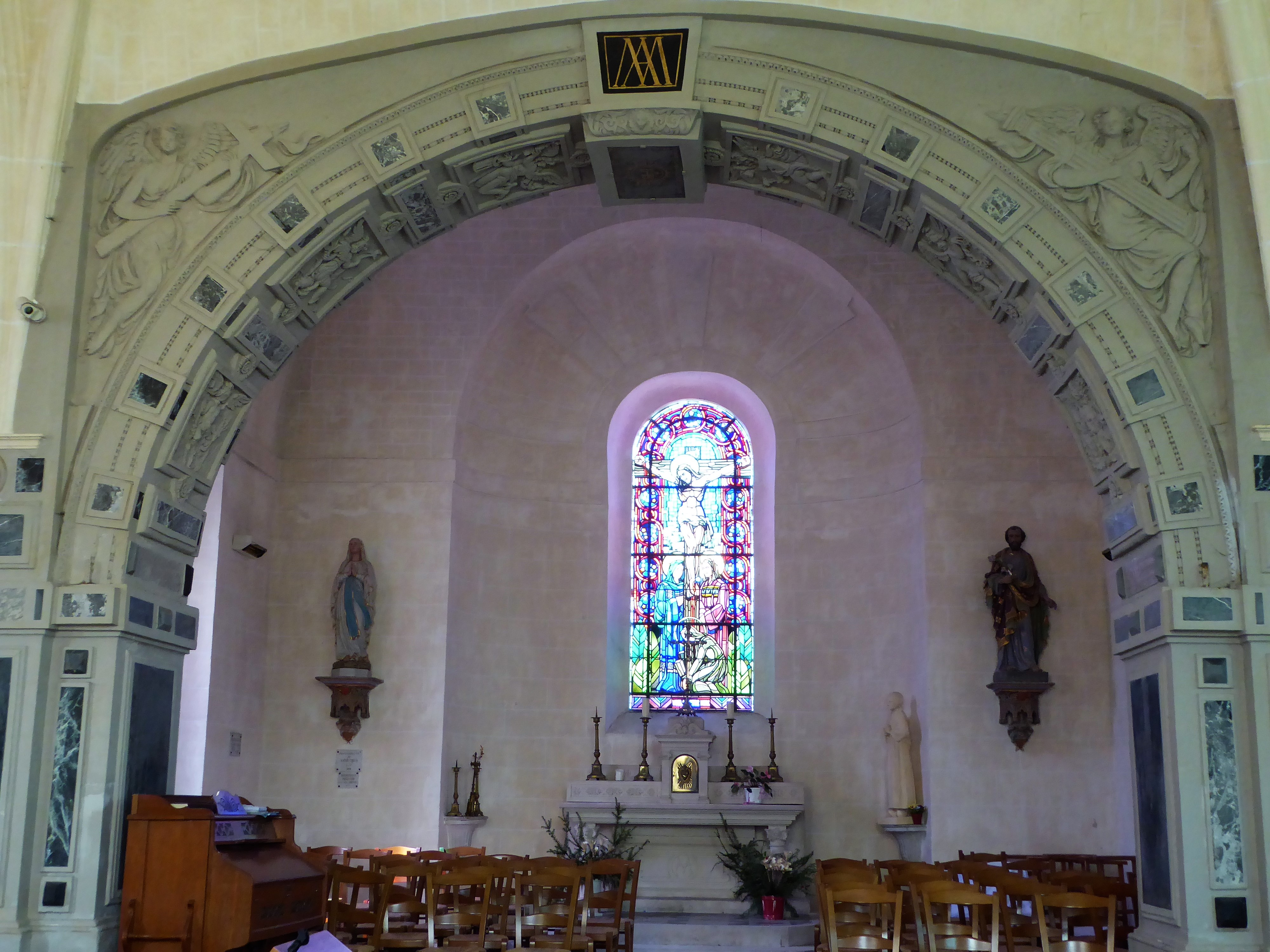
La chapelle seigneuriale.
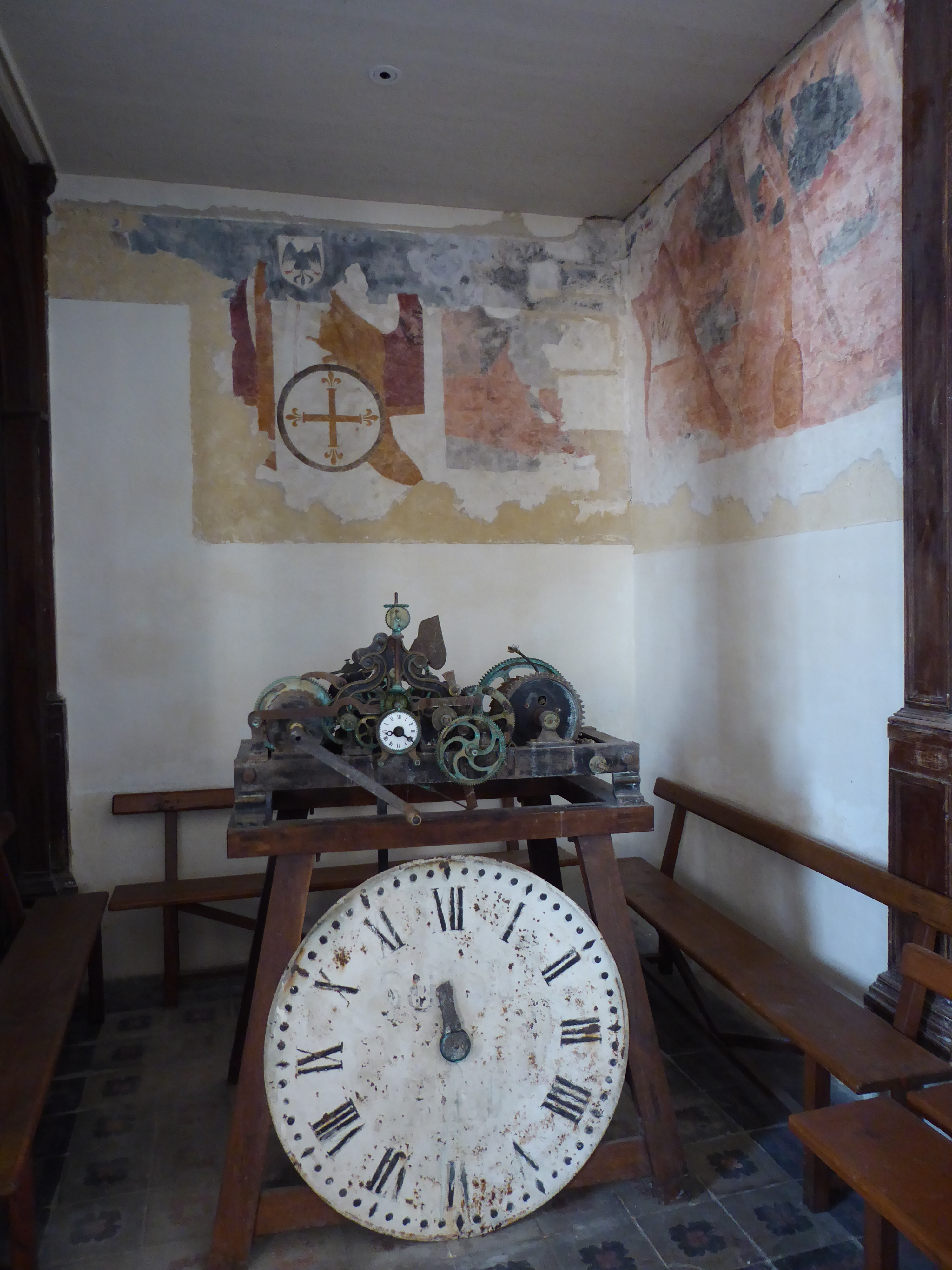
Peintures murales et ancienne horloge.
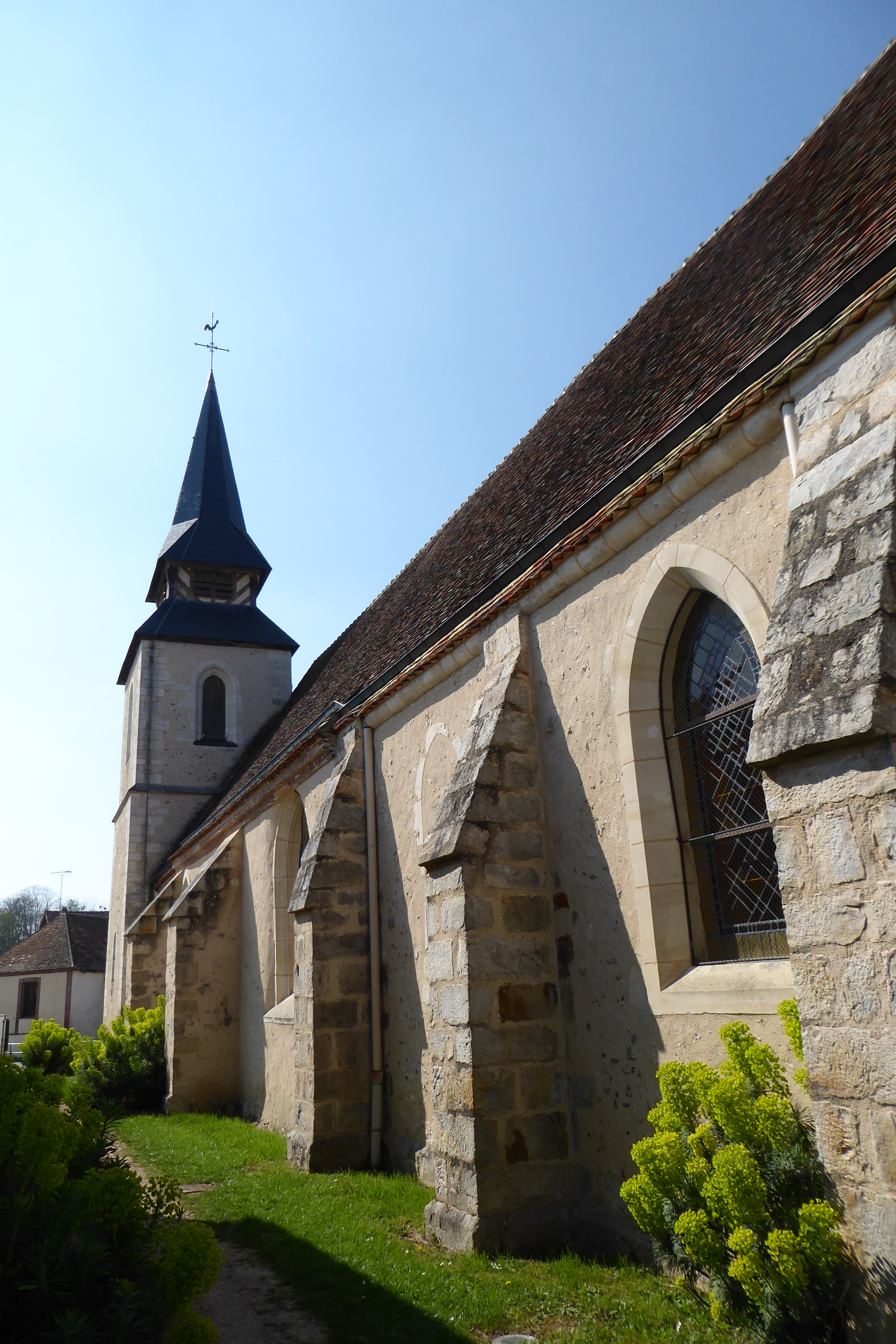
Mur nord et clocher.

#### Temple protestant de Marsauceux
Construit en 1821, il est inscrit, ainsi que la parcelle contigüe de l'ancien cimetière huguenot, en tant que monument historique depuis 2022. L'architecte est Pierre-Jean Métezeau et le peintre-verrier Raphaël Lardeur. 
Il porte au fronton du porche d'entrée une citation de l'Évangile selon Jean :

« Temple des chrétiens évangéliques

Dieu est esprit ; et il faut que ceux qui l'adorent, l'adorent en esprit et en vérité.

Évangile selon St Jean chapitre 4. verset 2.4.

Année 1821 »

Par arrêté municipal du 30 décembre 2020, le temple est fermé au culte et au public, avant la réalisation d'importants travaux de restauration. Les activités cultuelles sont transférées au temple de Dreux, 11 rue Mérigot.

Le temple protestant de Marsauceux
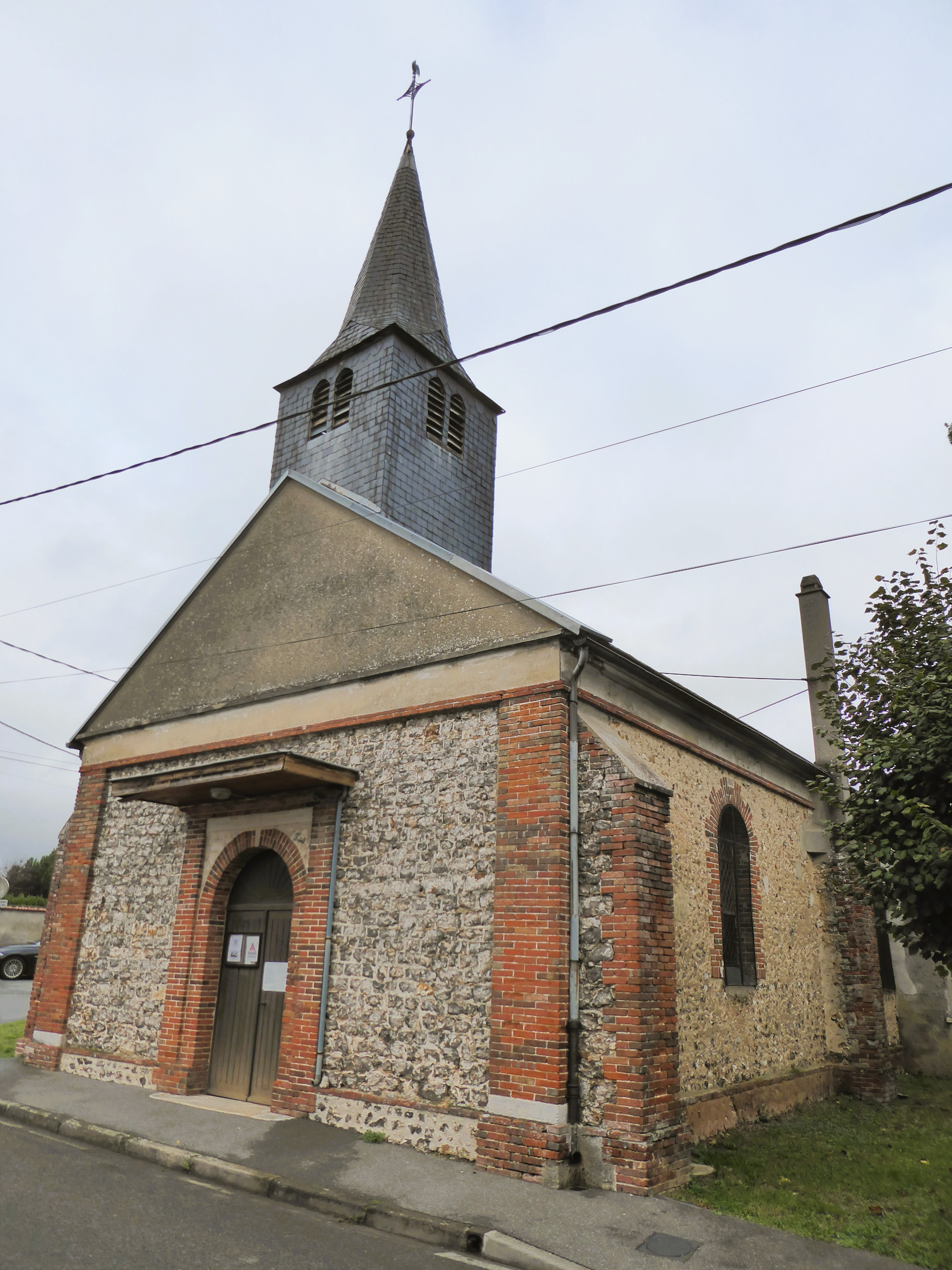
Le temple et l'ancien cimetière huguenot.
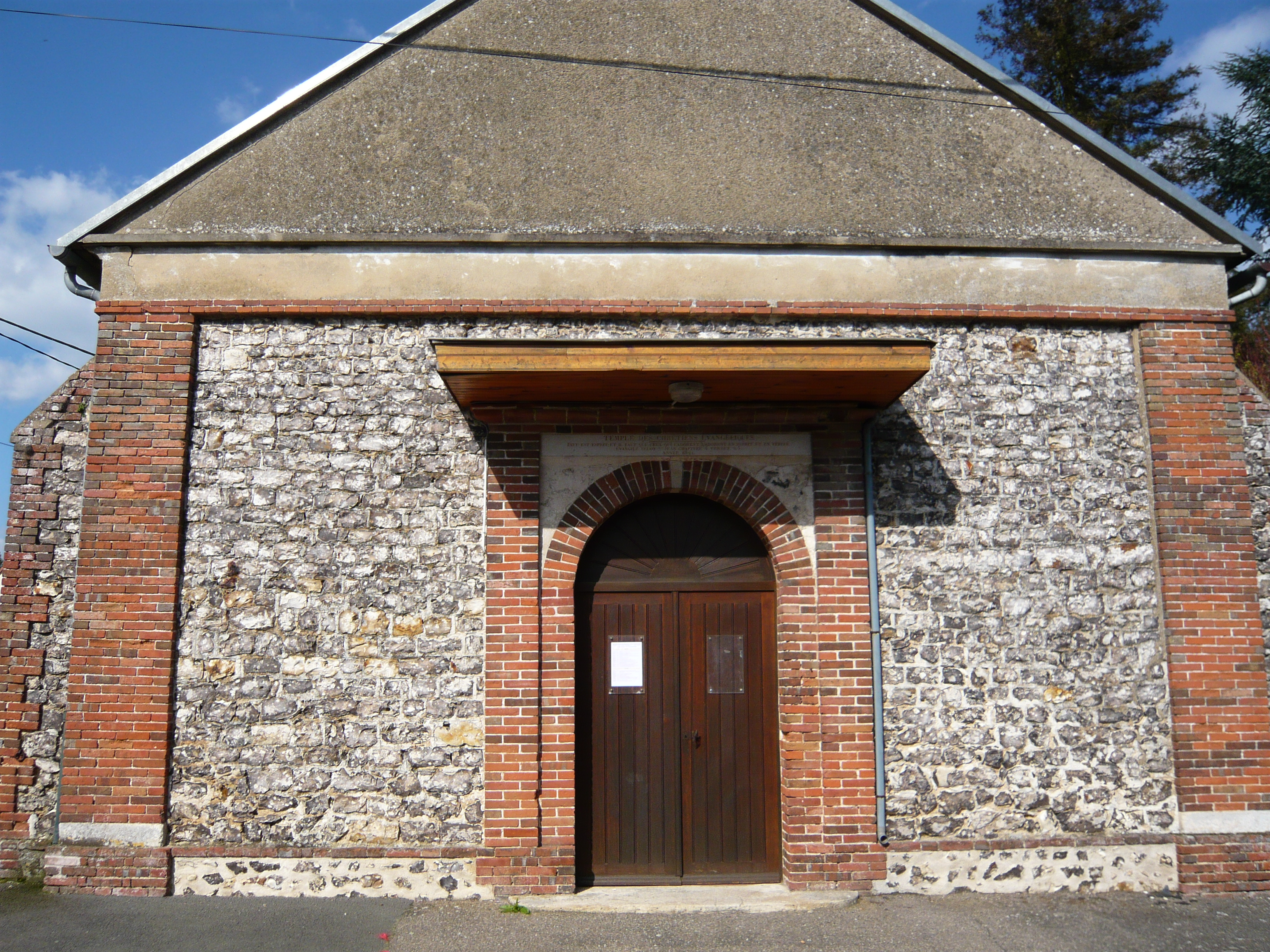
Porche d'entrée du temple (sud-sud-ouest).
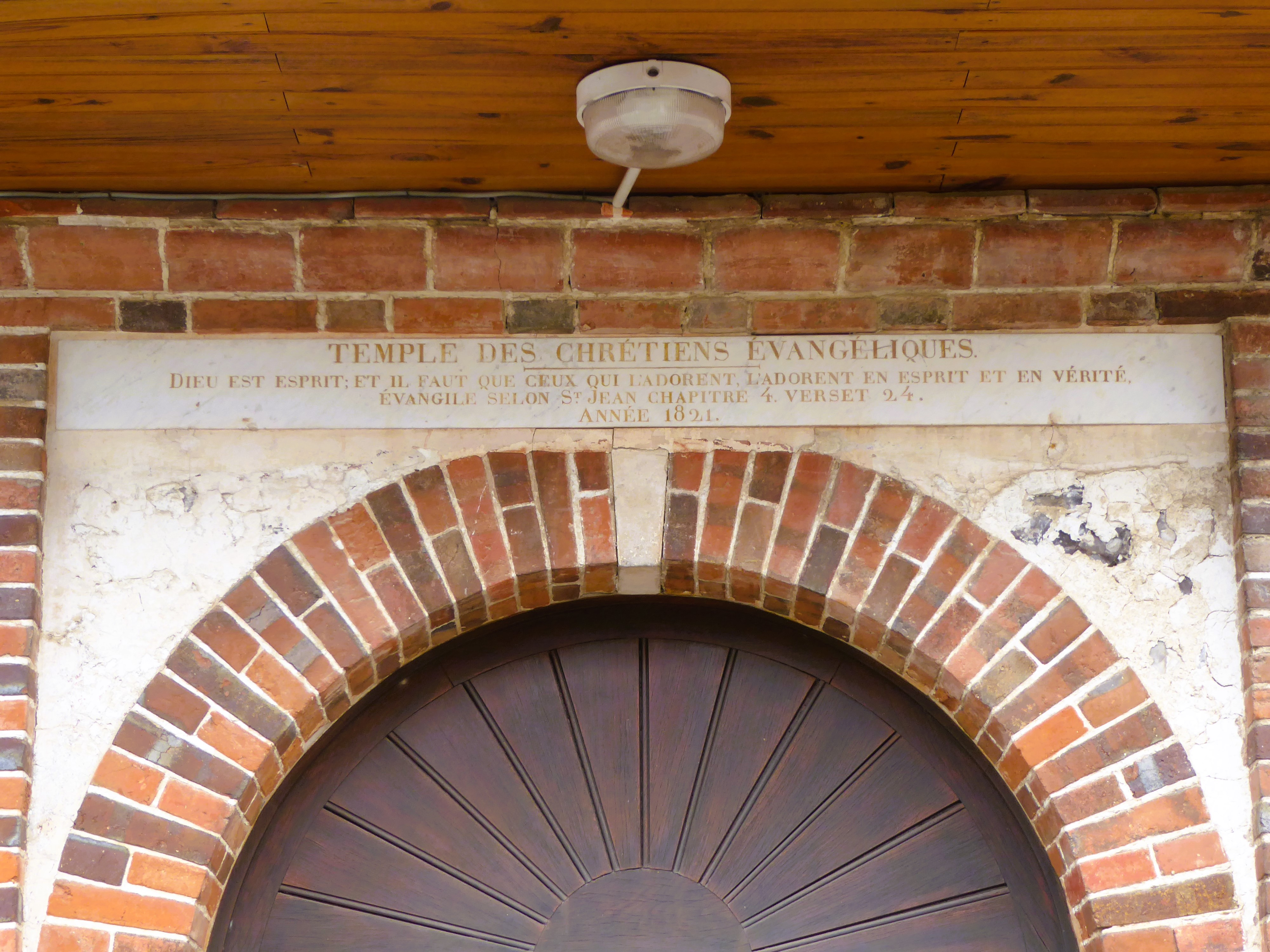
Inscription au dessus du porche d'entrée.

### Personnalités liées à la commune
- William Monod (1834-1916), pasteur à Marsauceux, hameau de Mézières-en-Drouais, unique frère de Sarah Monod (1836-1912), philanthrope et féministe protestante française.
- Albert Finet (1899-1993), pasteur et cofondateur de l'hebdomadaire Réforme.
- Jacques Debû-Bridel (1902-1993), né dans la commune le 22 août 1902. Homme politique français, membre du Conseil national de la Résistance, sénateur gaulliste de la Seine (RPF) (1948-1958), directeur des informations de Radio Monte-Carlo (1960-1967), un des leaders du gaullisme de gauche (Union démocratique du travail).
- Évelyne Paul-Reynaud, née en 1949, fille de Paul Reynaud (1878-1966), elle s'est mariée religieusement à Mézières-en-Drouais avec Dominique Demey, le 2 juillet 1971.